# Bruno Corbucci
Bruno Corbucci (Roma, 23 de octubre de 1931-ibidem, 7 de septiembre de 1996) fue un director de cine y guionista italiano. Era hermano del también director Sergio Corbucci.

## Trayectoria artística
Bruno Corbucci trabajó sobre todo en el ámbito de la comedia a la italiana y del spaghetti western, como guionista o realizador. Entre los actores con los que colaboró más a menudo figuran Totò, Bud Spencer, Terence Hill o Tomás Milián. Trabajó con su hermano, el más conocido Sergio Corbucci, colaborando en los guiones de algunas de las películas realizadas por este, como El hijo de Espartaco o Django.

## Filmografía
Director, guionista, argumentista
- James Tont operazione U.N.O. (1965)
- Marinai in coperta (1967)
- Peggio per me... meglio per te (1967)
- Riderà (Cuore matto) (1967)
- I due pompieri (1968)
- Spara, Gringo, spara (1968)
- Zum Zum Zum - La canzone che mi passa per la testa (1968)
- Zum Zum Zum n 2 (1969)
- Due bianchi nell'Africa nera (1970)
- Nel giorno del Signore (1970)
- Boccaccio (1972)
- A forza di sberle (1974)
- Il trafficone (1974)
- Squadra antifurto (1976)
- Squadra antiscippo (1976)
- Messalina, Messalina! (1977)
- Squadra antitruffa (1977)
- Squadra antimafia (1978)
- Il figlio dello sceicco (1978)
- Squadra antigangsters (1979)
- Assassinio sul Tevere (1979)
- Delitto a Porta Romana (1980)
- Delitto al ristorante cinese (1981)
- Uno contro l'altro, praticamente amici (1981)
- Delitto sull'autostrada (1982)
- La casa stregata (1982)
- Como el perro y el gato (Cane e gatto, 1983)
- Il diavolo e l'acquasanta (1983)
- Delitto in Formula Uno (1984)
- Delitto al Blue Gay (1984)
- Dos superpolicías en Miami (Miami Supercops, I poliziotti dell'ottava strada, 1985)
- Rimini, Rimini - Un anno dopo (1988)

Director y guionista
- James Tont operazione D.U.E. (1966)
- Spia spione (1966)
- Il furto è l'anima del commercio...?! (1971)
- Quando gli uomini armarono la clava e... con le donne fecero din don (1971)
- Il prode Anselmo e il suo scudiero (1972)
- Tutti per uno... botte per tutti (1973)
- Agenzia Riccardo Finzi... praticamente detective (1979)

en un fotograma de
- Il ficcanaso (1981)
- Superfantagenio (1986)
- Classe di ferro 2 (1991 miniserie TV)

Director
- Ringo e Gringo contro tutti (1966)
- Isabella duchessa dei diavoli (1969)
- Lisa dagli occhi blu (1969)
- Bolidi sull'asfalto a tutta birra! (1970)
- Io non spezzo... rompo (1971)
- Le volpi della notte (1986)
- Classe di ferro (1989-1991 serie TV)
- Quelli della speciale (1993 serie TV)

Argumento y guion
- Il marziano Filippo (1956 sceneggiato TV)
- Chi si ferma è perduto (1961)
- I magnifici tre (1961)
- I soliti rapinatori a Milano (1961)
- I due colonnelli (1962)
- I quattro monaci (1962)
- La ragazza che sapeva troppo (1962)
- Lo smemorato di Collegno (1962)
- Totò di notte n. 1 (1962)
- Horror (1963)
- I quattro moschettieri (1963)
- Il monaco di Monza (1963)
- Gli onorevoli (1963)
- Totò e Cleopatra (1963)
- Totò sexy (1963)
- Totò contro i quattro (1963)
- I due mafiosi (1963)
- Che fine ha fatto Totò Baby? (1964)
- In ginocchio da te (1964)
- Una lacrima sul viso (1964)
- Totò d'Arabia (1964)
- 4 dollari di vendetta (1965)
- I figli del leopardo (1965)
- Non son degno di te (1965)
- Se non avessi più te (1965)
- Django (Django, 1966)
- Kiss Kiss... Bang Bang (1966)
- Per qualche dollaro in meno (1966)
- Addio, mamma! (1967)
- La lunga notte di Tombstone (1967)
- Odio per odio (1967)
- ...dai nemici mi guardo io! (1968)
- Donne, botte e bersaglieri (1968)
- Vacanze sulla Costa Smeralda (1968)
- Pensiero d'amore (1969)
- Amore Formula 2 (1970)
- Lacrime d'amore (1970)
- Lady Barbara (1970)
- Le belve (1971)
- Nella stretta morsa del ragno (1971)
- Storia di fifa e di coltello - Er seguito d'er più (1972)
- Le Amazzoni - Donne d'amore e di guerra (1973)
- L'altra faccia del padrino (1973)
- Pasqualino Cammarata... capitano di fregata (1973)
- Storia de fratelli e de cortelli (1973)
- 4 marmittoni alle grandi manovre (1974)
- Africa Express (1975)
- Di che segno sei? (1975)
- Due sul pianerottolo (1975)
- Il giustiziere di mezzogiorno (1975)
- L'affittacamere (1976)
- Safari Express (1976)
- Pari e dispari (1978)
- Dance music (1983)
- Occhio, malocchio, prezzemolo e finocchio (1983)
- Rimini Rimini (1987)

Guionista
- A vent'anni è sempre festa (1957)
- Don Vesuvio (1958)
- Totò contro Maciste (1961)
- Totò, Peppino e...la dolce vita (1961)
- Il giorno più corto (1962)
- I due della legione (1962)
- Il figlio di Spartacus (1962)
- Totò diabolicus (1962)
- Colpo gobbo all'italiana (1962)
- Avventura al motel (1963)
- I terribili sette (1963)
- L'ultima carica (1963)
- Danza macabra (1964)
- Rita, la figlia americana (1965)
- Cuore matto... matto da legare (1967)
- Il vostro superagente Flit (1967)
- Totò Ye Ye (1967)
- Il grande silenzio (1968)
- Franco, Ciccio e il pirata Barbanera (1969)
- Decameron proibitissimo - Boccaccio mio statte zitto... (1972)
- Kid il monello del West (1973)
- Il cav. Costante Nicosia demoniaco ovvero: Dracula in Brianza (1975)
- La gang dell'anno santo (1976)
- Il lupo e l'agnello (1980)
- Mi faccio la barca (1980)
- Banana Joe (Banana Joe, 1982)
- Roba da ricchi (1987)

Argumento
- Gli amanti latini (1965)
- Franco e Ciccio sul sentiero di guerra (1969)
- Ma chi t'ha dato la patente? (1970)
- La prima notte del dottor Danieli, industriale col complesso del... giocattolo (1970)
- Viuuulentemente mia (1982)